# Chronica (Sulpicio Severo)
I Chronica (o Chronicorum libri duo, chiamati anche Historia sacra) sono un'opera divisa in due libri composta da Sulpicio Severo, storico romano. Si tratta di una storia del mondo dalle origini fino al primo consolato di Stilicone (400). L'opera, che pone in rilievo il periodo delle persecuzioni cristiane, la vittoria di Costantino e la lotta tra l'ortodossia e le eresie, era rivolta ai cristiani colti: lo stile, elegante, è paragonabile al modello di scrittura di Sallustio.

## Edizioni moderne in lingua italiana
- Sulpicio Severo; Cronache, edizione critica con introduzione, traduzione note e indici a cura di Sandra Isetta, Società editrice internazionale, Torino 2000
- Sulpicio Severo; Cronache, introduzione, traduzione e note a cura di Luigi Longobardo, Città nuova, Roma 2008